# Kaliumaluminiumsilicate
Kaliumaluminiumsilicate (auch Kaliumaluminiumsilikate) sind chemische Verbindungen aus der Gruppe der Silicate. In Form der unterschiedlichen Kalifeldspate (KAlSi3O8; Mikrokline, Orthoklas, …) treten sie als natürliche Minerale auf. Kaliumaluminiumsilicate werden in der Lebensmitteltechnik als Trennmittel verwendet, zum Beispiel für pulverförmige Lebensmittel. In der Pharmaindustrie wird es in Medikamenten als pharmazeutischer Hilfsstoff verwendet. Bei peroraler Aufnahme wird es vom menschlichen Organismus unverändert wieder ausgeschieden. Es ist in der EU als Lebensmittelzusatzstoff der Nummer E 555 mit Höchstmengenbeschränkungen von 10 Gramm pro Kilogramm für bestimmte Lebensmittel zugelassen, bei Würz- und Nahrungsergänzungsmitteln oder Eiermalfarben auch ohne Höchstmengenbeschränkung (quantum satis).